# 四屯乡
四屯乡是中国陕西省西安市周至县下辖的一个乡。

## 行政区划
四屯乡下辖以下行政区：
新联村、苏村、望城村、上三屯村、东阳化村、南辛庄村、北辛庄村、曙兴村、下三屯村、新亚村、联二村、联三村